# Зотов, Пётр Савельевич
Пётр Савельевич Зотов (1926—1997) — советский передовик производства, сталевар Гурьевского металлургического завода Министерства чёрной металлургии СССР. Герой Социалистического Труда (1966).

## Биография
Родился в 1926 году в Алтайском крае в многодетной крестьянской семье.
С 1943 года призван в ряды Красной Армии, участник Великой Отечественной войны в составе 2-го Белорусского фронта. Освобождал от гитлеровцев территорию Белоруссии, Польши и Чехословакии, в боях был ранен и контужен.
В 1951 году был демобилизован из рядов Советской армии в звании старшего сержанта, приехал в город Гурьевск Кемеровской области и стал работать канавщиком, а затем, после получения квалификации, был назначен помощником сталевара и сталеваром  мартеновского цеха Гурьевского металлургического завода Министерства чёрной металлургии СССР. Для получения высшей квалификации проходил стажировку на аналогичных заводах в Магнитогорске, Нижнем Тагиле и Северске. П. С. Зотов являлся одним из лучших мастеров-сталеваров и новаторов-изобретателей не только в своём цеху и на металлургическом заводе, но и во всей отрасли, его рецептура  высококачественной стали и новаторские эксперименты с различными добавками к выплавляемым чугуну и стали ни разу не приводили ни к производственному браку, ни к аварийным ситуациям.
19 июля 1957 года  Указом Президиума Верховного Совета СССР «за высокие трудовые достижения и за успехи, достигнутые в деле развития чёрной металлургии»  Пётр Савельевич Зотов был награждён Орденом Трудового Красного Знамени.
28 мая 1960 года  Указом Президиума Верховного Совета СССР «за высокие трудовые достижения и перевыполнение плана»  Пётр Савельевич Зотов был награждён Медалью «За трудовую доблесть».
22 марта 1966 года Указом Президиума Верховного Совета СССР «за выдающиеся заслуги, достигнутые в развитии чёрной металлургии»  Пётр Савельевич Зотов был удостоен звания Героя Социалистического Труда с вручением Ордена Ленина и золотой медали «Серп и Молот».
В 1981 году из-за проблем со здоровьем вышел на заслуженный отдых, жил в городе Гурьевске.
Скончался в 1997 году в Гурьевске от второго инфаркта.

## Награды
- Медаль «Серп и Молот» (22.03.1966)
- Орден Ленина (22.03.1966)
- Орден Трудового Красного Знамени (19.07.1958)
- Медаль «За трудовую доблесть» (28.05.1960)

### Звания
- Почетный граждан города Гурьевска[3]